# Юріс Берзіньш
Юріс Берзіньш (8 березня 1954) — латвійський академічний веслувальник.
Срібний призер Олімпійських Ігор 1980 року в складі розпашної четвірки зі стерновим.